# Jimmy Bryan
Jimmy Bryan, właśc. James Ernest Bryan (ur. 28 stycznia 1926 w Phoenix, zm. 19 czerwca 1960 w Langhorne) – amerykański kierowca wyścigowy, zwycięzca Indianapolis 500 w 1958 roku.

## Życiorys
Bryan urodził się w Phoenix. W latach 1952–1960 wziął udział w 72 wyścigach serii AAA i USAC, z których wygrał 23. Wystartował także w 9 wyścigach Indianapolis 500, a edycję z 1958 roku wygrał. Zdobył tytuły mistrza serii AAA w 1954 roku, oraz mistrza serii USAC w latach 1956–1957. Wygrał także Wyścig Dwóch Światów na Monzy w 1957 roku.
Zmarł na skutek wypadku podczas wyścigu serii AAA na Langhorne Speedway w 1960 roku. W tym samym dniu dwóch kierowców zginęło w Grand Prix Belgii Formuły 1.

## Zwycięstwa i wyróżnienia
- 1954: Mistrzostwo serii AAA
- 1956: Mistrzostwo serii USAC
- 1957: Mistrzostwo serii USAC
- 1958: Zwycięstwo w Indianapolis 500
- 1994: Umieszczenie w National Sprint Car Hall of Fame
- 1999: Umieszczenie w Motorsports Hall of Fame of America
- 2001: Umieszczenie w International Motorsports Hall of Fame

## Wyniki w Formule 1
| Legenda oznaczeń w tabelach wyników Wyświetl szablon na nowej stronie | Legenda oznaczeń w tabelach wyników Wyświetl szablon na nowej stronie                                                                     |
| Oznaczenie                                                            | Wyjaśnienie |
| --------------------------------------------------------------------- | --- |
| Złoty                                                                 | Zwycięzca lub mistrzostwo |
| Srebrny                                                               | 2. miejsce lub wicemistrzostwo |
| Brązowy                                                               | 3. miejsce lub II wicemistrzostwo |
| Zielony                                                               | Ukończył, punktował (w klasyfikacji generalnej, gdy zdobył co najmniej jeden punkt na przestrzeni sezonu, poza trzema powyższymi opcjami) |
| Niebieski                                                             | Ukończył, nie punktował (w klasyfikacji generalnej, gdy nie zdobył co najmniej jednego punktu na przestrzeni sezonu)                      |
| Czerwony                                                              | Nie zakwalifikował się (NZ) |
| Czerwony                                                              | Nie prekwalifikował się (NPK) |
| Różowy                                                                | Nie ukończył (NU) |
| Różowy                                                                | Niesklasyfikowany (NS) (w klasyfikacji generalnej, gdy nie został sklasyfikowany w żadnym wyścigu sezonu)                                 |
| Czarny                                                                | Zdyskwalifikowany (DK) |
| Czarny                                                                | Wykluczony (WYK/EX) |
| Biały                                                                 | Nie wystartował (NW) |
| Biały                                                                 | Kontuzjowany (K/INJ) |
| Biały                                                                 | Wyścig odwołany (OD/C) |
| Bez koloru                                                            | Został wycofany (WYC/WD) |
| Bez koloru                                                            | Nie przybył (NP/DNA) |
| Bez koloru                                                            | Nie brał udziału w treningach (NT/DNP) |
| Bez koloru                                                            | Nie został zgłoszony (–) |
| Pogrubienie                                                           | Start z pole position |
| Kursywa                                                               | Najszybsze okrążenie wyścigu |
| †                                                                     | Nie ukończył, ale jego rezultat został zaliczony ze względu na przejechanie więcej niż 90% dystansu wyścigu.                              |
| *                                                                     | Sezon w trakcie |
| 1/2/3                                                                 | Punktowana pozycja w sprincie kwalifikacyjnym                                                                                             |
| Lista systemów punktacji Formuły 1                                    | |

| Rok  | Zespół          | Samochód          | Silnik         | 1   | 2      | 3      | 4     | 5   | 6   | 7   | 8   | 9   | 10  | 11  | Msc. | Pkt. |
| ---- | --------------- | ----------------- | -------------- | --- | ------ | ------ | ----- | --- | --- | --- | --- | --- | --- | --- | ---- | ---- |
| 1952 | Peter Schmidt   | Kurtis Kraft 3000 | Offenhauser R4 | CHE | 500 6  | BEL    | FRA   | GBR | DEU | NLD | ITA |     |     |     | –    | 0    |
| 1953 | John L McDaniel | Schroeder         | Offenhauser R4 | ARG | 500 14 | NLD    | BEL   | FRA | GBR | DEU | CHE | ITA |     |     | –    | 0    |
| 1954 | AE Dean         | Kuzma             | Offenhauser R4 | ARG | 500 2  | BEL    | FRA   | GBR | DEU | CHE | ITA | ESP |     |     | 8    | 6    |
| 1955 | AE Dean         | Kuzma             | Offenhauser R4 | ARG | MCO    | 500 NU | BEL   | NLD | GBR | ITA |     |     |     |     | –    | 0    |
| 1956 | Dean Van Lines  | Kuzma             | Offenhauser R4 | ARG | MCO    | 500 19 | BEL   | NLD | GBR | DEU | ITA |     |     |     | 5    | 8    |
| 1957 | AE Dean         | Kuzma             | Offenhauser R4 | ARG | MCO    | 500 3  | NLD   | GBR | DEU | PES | ITA |     |     |     | 14   | 4    |
| 1958 | George Salih    | Epperly           | Offenhauser R4 | ARG | MCO    | NLD    | 500 1 | BEL | NLD | GBR | DEU | POR | ITA | MOR | 13   | 8    |
| 1959 | George Salih    | Epperly           | Offenhauser R4 | MCO | 500 NU | NLD    | NLD   | GBR | DEU | POR | ITA | USA |     |     | –    | 0    |
| 1960 | George Salih    | Epperly           | Offenhauser R4 | ARG | MCO    | 500 NU | NLD   | BEL | NLD | GBR | POR | ITA | USA |     | –    | 0    |